# Jonathan Hunt (Politiker, 1938)

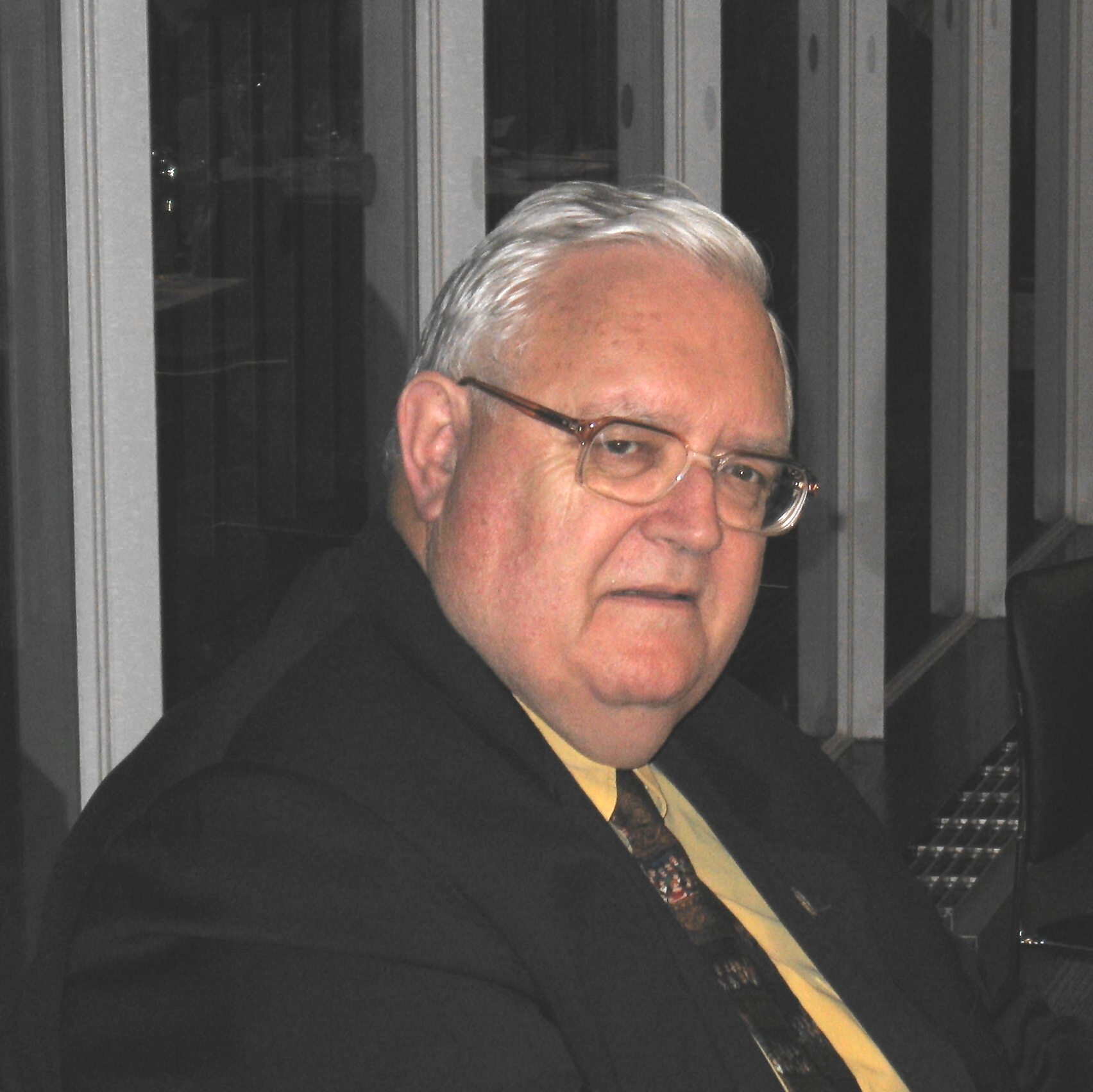
Jonathan Hunt, 2006

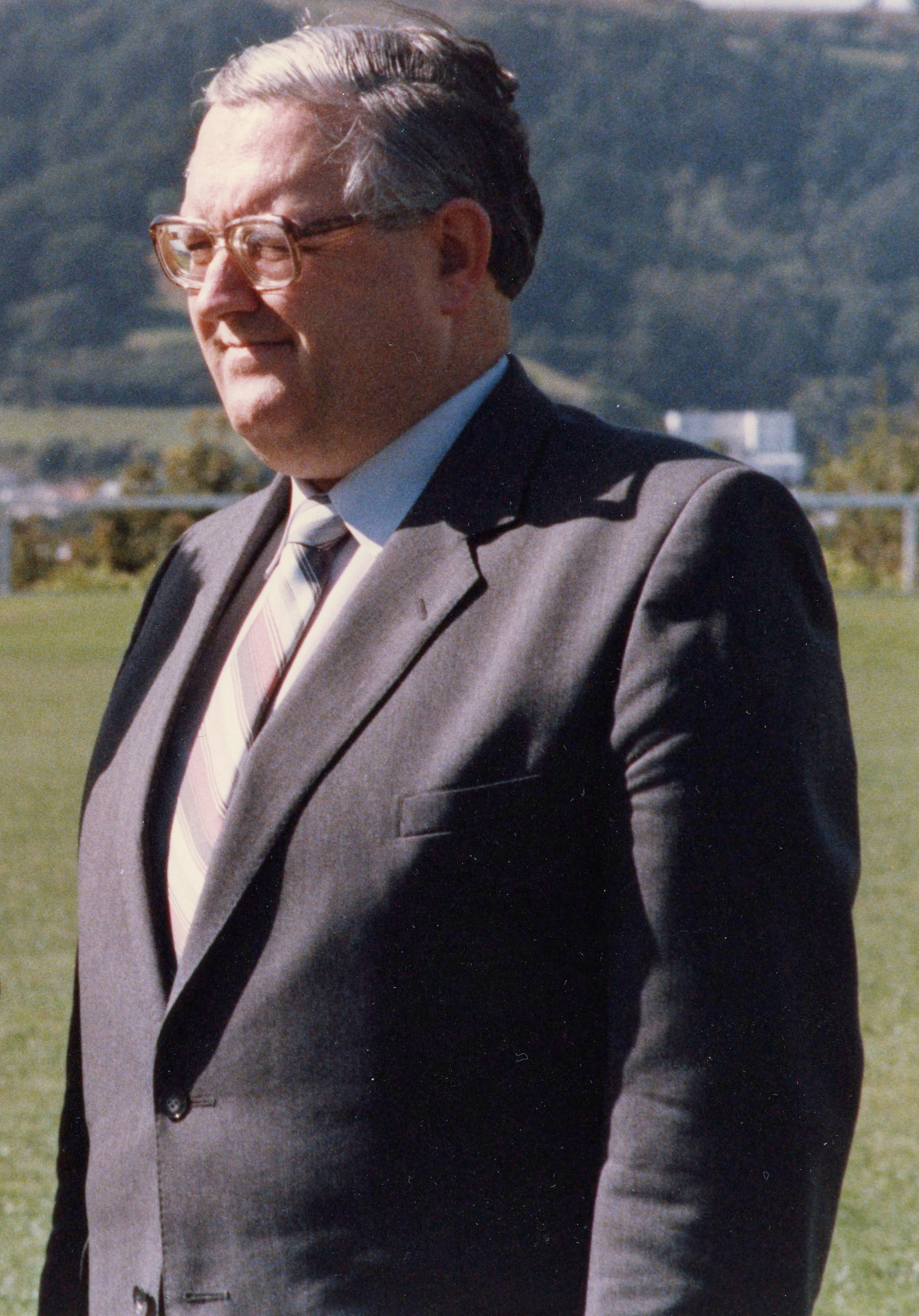
Jonathan Hunt, 1986

Jonathan Lucas Hunt, ONZ (* 2. Dezember 1938 in Lower Hutt; † 8. März 2024), war ein neuseeländischer Politiker der New Zealand Labour Party. Er war Speaker of the New Zealand House of Representatives (annähernd vergleichbar einem Parlamentspräsidenten), Minister in verschiedenen Ämtern, Diplomat und Mitglied im Privy Council.

## Ausbildung und Beruf
Jonathan Hunt wurde am 2. Dezember 1938 in Lower Hutt geboren. Er besuchte die College Street Primary School in Palmerston North, die Palmerston North Boys' High School und die Auckland Grammar, an der er auch seine Schulbildung beendete. Sein Universitätsstudium schloss er 1961 mit einem Master in Geschichte mit Auszeichnung ab, um dann an der Kelston Boys' High School in Waitakere City von 1961 bis 1966 als Lehrer zu arbeiten. Während dieser Zeit arbeitete er gleichzeitig von 1964 bis 1966 als Dozent für Geschichte an der University of Auckland.

## Politische Karriere
Im Jahr 1966 stellte er sich für die Labour Party als Kandidat für die Wahl zum House of Representatives für den Wahlkreis New Lynn in Waitakere City zur Verfügung, gewann und hielt den Wahlkreis bis 1996. Danach ließ er sich über die Parteiliste in das House of Representatives wählen und blieb dort Mitglied bis zu seinem Rücktritt im Jahr 2005. Aufgrund seiner langen Parlamentszugehörigkeit war er der Politiker, der am längsten Mitglied des Hauses war und bekam deshalb den Titel „Father of the House“ (Vater des Hauses) verliehen.
Während seiner Parlamentszugehörigkeit war er Oppositionsführer, stellvertretender Speaker und in der vierten Labour-Regierung unter David Lange von 1984 bis 1990 Minister für die Bereiche Telekommunikation, Rundfunk, Postwesen, Tourismus und Wohnungsbau. 1999 wurde er einstimmig zum Speaker of the New Zealand House of Representatives gewählt und im Jahr 2002 im Amt bestätigt. Am 2. März 2005 trat er von dem Amt zurück, sechs Monate vor der neuen Parlamentswahl, die am 17. September 2005 stattfand. Am 31. März 2005 folgte sein Rücktritt als Parlamentarier, um am 4. April 2005 sein neues Amt als High Commissioner of New Zealand to the United Kingdom, Nigeria und als Botschafter für Irland anzutreten. Mit dem Regierungswechsel nach der Wahl im November 2008 verlor Hunt diese Ämter und kehrte im Januar 2009 nach Neuseeland zurück.
Im November 1989 wurde Hunt Mitglied im britischen Privy Council.

## Jonathan Hunt Prize
Im Jahr 2016 wurde erstmals der Jonathan Hunt Prize in Politik und internationale Beziehungen für Studenten der University of Auckland vergeben, die den besten Abschluss in dem Fach erzielen. Der Preis war mit 500 NZ$ dotiert und wurde von Jonathan Hunt gespendet.

## Auszeichnungen
- 2004 – Order of New Zealand, verliehen am 31. Dezember 2004[5]